# Claude Petit (général)
Pour les articles homonymes, voir Claude Petit et Petit.
Claude Petit, né le 14 juin 1763 à Paray-le-Monial (Saône-et-Loire) et mort le 3 juin 1809 à Presbourg (Empire d'Autriche), est un général de la Révolution et de l’Empire et baron d'Empire français.

## État de service
Il entre en service le 22 septembre 1780, comme soldat au 17e régiment d’infanterie, en garnison en Martinique. Il passe caporal en 1784, sergent instructeur en 1785, et il est congédié le 12 septembre 1790.
Le 22 novembre 1790, il devient chef de légion dans son département, chargé aussi de l’instruction de la Garde nationale de sa commune. Le 22 août 1792, il est nommé chef de bataillon au 3e bataillon de volontaires de Saône-et-Loire, et il fait les campagnes de 1792 à l’an IV, à l’armée du Rhin.
En décembre 1793, il se trouve à la bataille de Wissembourg, au passage du Rhin et au combat d’Innstadt. Le 17 septembre 1796, il a un cheval tué sous lui près de Kempten, et il est fait prisonnier par les autrichiens.
Après quinze mois de captivité, il rentre en France, et il embarque pour les îles du Levant. Il fait partie de la garnison de Corfou, et il se distingue à l’affaire de Butrinto les 9 et 10 octobre 1798, où il est blessé à la cuisse gauche par une balle enchaînée. Le 22 octobre 1798, il est nommé, par intérim, chef de la 79e demi-brigade d’infanterie, par Dubois commissaire général dans les Îles Ioniennes.
Le 1er avril 1800, il commande le département du Rhône, et le 16 juillet 1801, il est nommé chef de brigade de la 37e demi-brigade d'infanterie de ligne à l’armée du Portugal. 
Le 29 août 1803, il est promu général de brigade, et il est employé au camp de Bruges dans la 1re division du général Bisson. Il fait les campagnes de l’an XII et de l’An XIII, à l’armée des côtes de l'Océan, et il est fait chevalier de la Légion d’honneur le 11 décembre 1803, et commandeur de l’ordre le 14 juin 1804. Le 29 août 1805, il commande la 1re brigade de la 3e division d’infanterie du 3e corps de la Grande Armée, et il est blessé le 14 octobre 1806, à la Bataille d'Auerstaedt.
Il est créé baron de l'Empire le 15 janvier 1809, et en avril 1809, il est fait chevalier de l’ordre de Saint-Henri de Saxe
Il meurt le 3 juin 1809, à l’attaque de la tête de pont de Presbourg.

## Titres
- Baron de l’Empire par décret du 19 mars 1808 et lettres patentes du 15 janvier 1809

## Décorations
- Commandeur de la Légion d'honneur le 14 juin 1804[1]

## Armoiries
D'argent ; à la tour vairée de gueules et d'argent posée à dextre et accostée à sénestre d'un lévrier moucheté d'or et de sable passant, le tout soutenu d'une terrasse de sinople et surmonté d'un comble d'azur à la croix à huit pointes d'argent accostée de deux étoiles de même Livrées : les couleurs de l'écu : le verd en bordure seulement 

## Sources
- Georges Six (préf. André Lasseray), Dictionnaire biographique des généraux et amiraux français de la Révolution et de l'Empire : 1792-1814., t. 2, 1934, 658 p. (lire en ligne), p. 304-305.
- (en) « Generals Who Served in the French Army during the Period 1789 - 1814: Eberle to Exelmans »
- Thierry Pouliquen, « Les généraux français et étrangers ayant servis [sic] dans la Grande Armée » (consulté le 18 septembre 2014)
- « La noblesse d’Empire » (consulté le 18 septembre 2014)
- A. Lievyns, Jean Maurice Verdot, Pierre Bégat, Fastes de la Légion-d'honneur, biographie de tous les décorés accompagnée de l'histoire législative et réglementaire de l'ordre, Bureau de l’administration, janvier 1844, 529 p. (lire en ligne), p. 421.
- (pl) « Napoléon.org.pl »